# Gugudan
Gugudan (кор. 구구단, также стилизуется как gu9udan или gx9; читается как Гугудан) — южнокорейская гёрл-группа, сформированная в 2016 году компанией Jellyfish Entertainment. Дебют состоялся 28 июня 2016 года с мини-альбомом Act. 1 The Little Mermaid. Группа состояла из восьми участниц: Мими, Хана, Хэбин, Наён, Седжон, Сэлли, Сои, Мина.
Хэён покинула группу в 2018 году. 31 декабря 2020 года группа была расформирована.

## История

### Предебют
В январе 2016 года Наён, Седжон и Мина были представлены как первые девушки-трейни Jellyfish Entertainment в шоу на выживание Produce 101 канала Mnet, где 101 девушка-стажёр из разных компаний соревновались за место во временной группе из 11 участниц. Группа будет продвигаться в течение года под руководством YMC Entertainment . Заняв 2-е и 9-е места соответственно в заключительном эпизоде, Седжон и Мина в конечном счёте дебютировали в качестве участниц I.O.I 4 мая 2016 года. Расформирование группы произошло в январе 2017 года.

### 2016: Дебют сAct. 1 The Little Mermaid

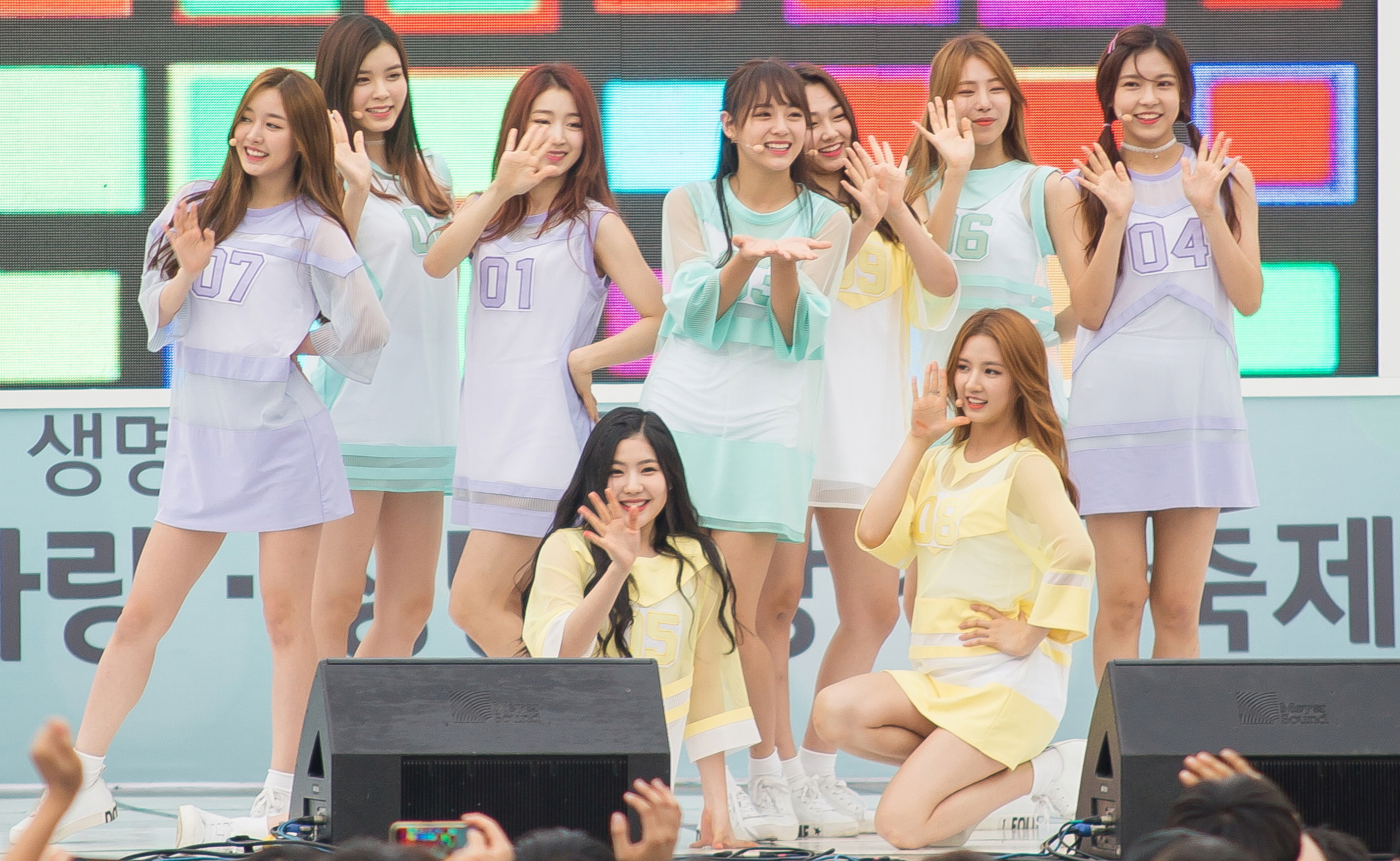
Gugudan представляет «Wonderland», 4 сентября 2016 г.

Несмотря на отрицание ранее опубликованных отчётов о Седжон и Мине, дебютировавших в июне в составе временной группы I.O.I из 11 человек, 7 июня Jellyfish Entertainment подтвердили, что девушки дебютируют в течение месяца в первой женской группе компании. Из-за особых условий YMC Entertainment, по которым некоторым мемберам I.O.I разрешено заниматься деятельностью в рамках своих компаний, в то время как остальные участницы I.O.I продвигались как юнит, никаких проблем с планом дебюта не было.
10 июня Наён была объявлена новой участницей Gugudan.
17 июня компания Jellyfish Entertainment объявила название группы. 22 июня агентство подтвердило, что группа дебютирует с концептом русалок. 28 июня 2016 года был выпущен дебютный мини-альбом «Act. 1 The Little Mermaid» с заглавной песней «Wonderland». Музыкальное видео этой песни было выпущено онлайн через живой отсчёт на приложении Naver V.
Gugudan принимали участие в ежегодном зимнем проекте Jellyfish Entertainment, «Jelly Christmas», со своими партнёрами по лейблам Со Ин Гуком, VIXX, Пак Ён Ха, Пак Джун А, Ким Гю Соль, Ким Ё Вон, Джиюль. 13 декабря 2016 года в цифровом виде вышел заглавный трек «Falling» (кор.: 니가 내려와).
17 декабря 2016 года Gugudan объявили своё официальное название фан-клуба «Dear Friend» (кор.: 단짝) через свой канал в V app. Название фан-клуба означает, что фанаты и Gugudan являются лучшими друзьями.

### 2017:Act. 2 NarcissusиAct. 3 Chococo Factory,подгруппа Gugudan 5959
20 января 2017 года было сообщено, что группа назначила возвращение на сцену на февраль. 3 февраля 2017 года компания Jellyfish Entertainment объявила о том, что Gugudan выпустит второй мини-альбом «Act. 2 Narcissus» 28 февраля. 24 февраля 2017 года агентство анонсировало, что релиз альбома был перенесён на 27 февраля. «A Girl Like Me» (кор.: 나 같은 애) — заглавная песня альбома.
10 августа 2017, две самые младшие участницы, Мина и Хеён дебютировали в подгруппе Gugudan 5959 (gugudan OGUOGU) с синглом «Ice Chu»
В октябре того же года было сообщено, что группа вернётся на сцену в составе восьми участниц. Сои не принимала участие в возвращении в связи с восстановлением повреждённого плеча. 8 ноября 2017 года Gugudan выпустили третий мини-мальбом «Act. 3 Chococo Factory» с двумя версиями CD. Видеоклип на заглавную песню «Chococo» был опубликован в тот же день.

### 2018—2020:Act. 4 Cait Sith,Act5 New Actionдебют в Японии, уход Хэён и расформирование

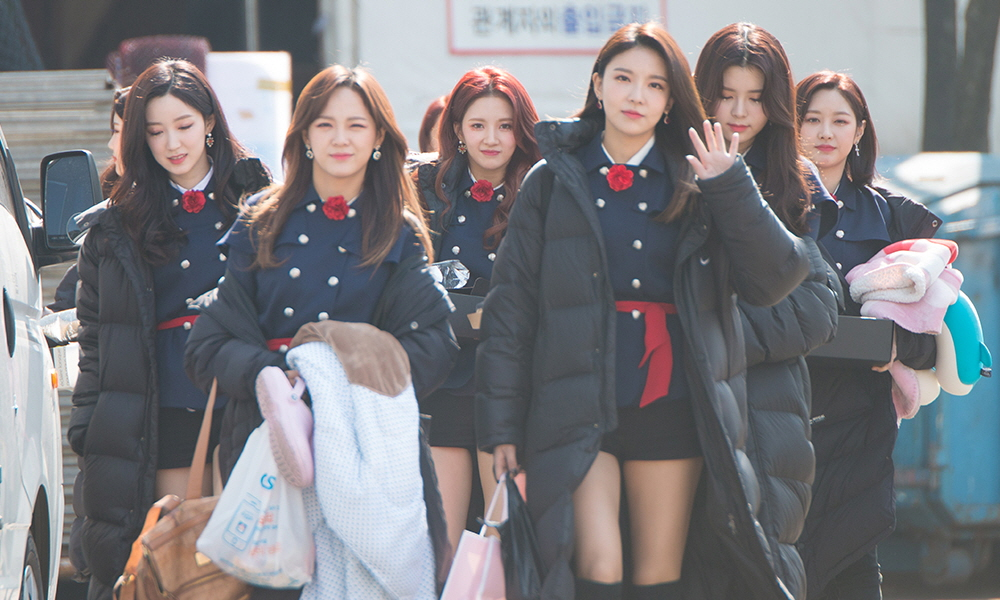
Группа в марте 2018 года

15 января 2018 агентство Jellyfish Entertainment объявило о том, что Gugudan выпустят второй сингловой альбом Act. 4 Cait Sith 31 января. 25 января компания сообщила, что релиз альбома перенесён на 1 февраля для улучшения качества альбома и видеоклипа. Заглавной песней альбома стал сингл «The Boot».
17 мая было объявлено, что младшая участница Хэён уйдёт на временный перерыв от всех мероприятий группы из-за проблем со здоровьем.
Летом дебютировал новый саб-юнит «Gugudan-SeMiNa» состоящий из трёх участниц Мины, Наен и Седжон.
Gugudan официально дебютировали в Японии с выпуском своего первого японского сингла «Stand By» 19 сентября. 21 сентября Gugudan провели своё дебютное выступление и фан-митинг под названием Gugudan 1st Showcase ＆ Fanmeeting Dear Friend в Японии в Tokyo Akasaka Blitz Группа также провела свой первый тур по Японии в Осаке и Токио, начиная с 7 декабря.
Хэён официально покинула группу 25 октября.
6 ноября группа вернулась со вторым сингловым альбомом Act5 New Action и с заглавным треком «Not That Type» одну из песен написала седжон «To you». Камбэк был в составе 8 участниц так как Хеён покинула группу.
28 ноября Gugudan получили награду на Asia Artist Awards 2018.
31 декабря группа посетила одну из главных новогодних фестивалей «Mbc Gayo Daejejeon».
Сэлли приняла участие в китайской версии шоу на выживание Produce 101, Produce Camp 2020, в апреле 2020 года. Сэлли заняла 6-е место, и дебютировала во временной женской группе BonBon Girls 303.
30 декабря компания объявила о расформировании группы. Они были расформированы 31 декабря. Jellyfish также объявили, что все участницы останутся в компании.

## Состав

### Бывшие участницы
| Фотография | Псевдоним | Псевдоним | Настоящее имя | Настоящее имя | Дата рождения | Позиция в группе                                 | Официальная цифра |
| ---------- | --------- | --------- | ------------- | ------------- | ------------- | ------------------------------------------------ | ----------------- |
|            | Мими      | 미미      | Чон Ми Ми     | 정미미        | 01.01.1993    | Саб-вокалистка, вижуал                           | 7                 |
|            | Хана      | 하나      | Шин Бо Ра     | 신보라        | 30.04.1993    | Лидер, главный танцор, вокалистка, вижуал        | 1                 |
|            | Хэбин     | 해빈      | Хан Хэ Бин    | 한해빈        | 16.08.1995    | Главная вокалистка                               | 6                 |
|            | Наён      | 나영      | Ким На Ён     | 김나영        | 23.11.1995    | Ведущая вокалистка, саб-рэпер, вижуал            | 4                 |
|            | Седжон    | 세정      | Ким Се Джон   | 김세정        | 28.08.1996    | Главная вокалистка, лицо группы, центр           | 3                 |
|            | Сэлли     | 샐리      | Лю Сенин      | 刘些宁        | 23.10.1996    | Ведущий танцор, ведущий рэпер, саб-вокалистка    | 8                 |
|            | Сои       | 소이      | Чан Со Джин   | 장소진        | 21.11.1996    | Главная вокалистка                               | 2                 |
|            | Мина      | 미나      | Кан Ми На     | 강미나        | 04.12.1999    | Главный танцор, главный рэпер, саб-вокалистка    | 9                 |
|            | Хэён      | 혜연      | Чо Хэ Ён      | 조혜연        | 05.08.2000    | Ведущий танцор, ведущая вокалистка, рэпер, макнэ | 5                 |

## Саб-юниты
- Gugudan 5959

В июле 2017 года Jellyfish Entertainment сформировал саб-группу под названием Gugudan 5959 (кор. 구구단 오구오구; пишется как «OGU-OGU»), состоящая из макнэ лайна группы Мины и Хэён.
Название «5959» составлено из их представленных чисел в Gugudan: Хэён представляет число 5 и Мина представляет число 9. 5959 выпустили свой дебютный сингл, «Ice Chu» 10 августа 2017 года.
После ухода Хэён саб-юнит перестал существовать.
- Gugudan SeMiNa

В июне 2018 года Jellyfish Entertainment сформировал вторую саб-группу Gugudan, состоящую из Сечжон, Мины и Наён, названную «Gugudan SeMiNa» (кор: 구구단 세미나). Название «SeMi Na» состоит из первых слогов имён участниц. Юнит дебютировал с выпуском своего одноимённого сингла, состоящего из двух треков 10 июля 2018 года.

## Дискография

### Мини-альбомы
- Act. 1 The Little Mermaid (2016)
- Act. 2 Narcissus (2017)
- Act. 5 New Action (2018)

## Фильмография

### Реалити-шоу
| Год  | Название                               | Канал     | Участник | Примечание                              |
| ---- | -------------------------------------- | --------- | -------- | --------------------------------------- |
| 2016 | Gugudan Project — Extreme School Trip. | MBC Music | Все      | Первое реалити-шоу Gugudan (5 эпизодов) |

## Туры и концерты
- Gugudan 1st Showcase ＆ Fanmeeting «Dear Friend» in Japan (2018)[4]
- Gugudan 1st Japan Tour «PLAY» (2018)[5]

## Награды и Номинации

###### Asia Artist Awards
| Год  | Категория                  | Получатель | Результат    |
| ---- | -------------------------- | ---------- | ------------ |
| 2016 | Наиболее популярный артист | Gugudan    | Номинированы |
| 2017 | Восходящая звезда          | Gugudan    | Победа       |

### Golden Disk Awards
| Год  | Категория    | Получатель | Результат    |
| ---- | ------------ | ---------- | ------------ |
| 2017 | Новичок года | Gugudan    | Номинированы |

### Seoul Music Awards
| Год  | Категория               | Получатель   | Результат    |
| ---- | ----------------------- | ------------ | ------------ |
| 2017 | Новичок года            | Gugudan      | Номинированы |
| 2017 | Награда за популярность | «Wonderland» | Номинированы |

### Mnet Asian Music Awards
| Год  | Категория                            | Получатель | Результат    |
| ---- | ------------------------------------ | ---------- | ------------ |
| 2016 | Лучший новый артист (женская группа) | Gugudan    | Номинированы |
| 2016 | Артист года                          | Gugudan    | Номинированы |

### Gaon Chart Music Awards
| Год  | Категория    | Получатель | Результат    |
| ---- | ------------ | ---------- | ------------ |
| 2017 | Новичок года | Gugudan    | Номинированы |

### Другие
| Год  | Награда                  | Категория                                  | Получатель | Результат |
| ---- | ------------------------ | ------------------------------------------ | ---------- | --------- |
| 2016 | Rookie Asia M-style Show | Cultural Technology — Awesome Style Award  | Gugudan    | Победа    |
| 2017 |                          | Soribada New Korean Wave Performance Award | Gugudan    | Победа    |